# Poa pulviniformis
Poa pulviniformis är en gräsart som först beskrevs av Jan Frederik Veldkamp, och fick sitt nu gällande namn av Jan Frederik Veldkamp. Poa pulviniformis ingår i släktet gröen, och familjen gräs. Inga underarter finns listade i Catalogue of Life.